# Области тьмы (фильм)
«Области тьмы» (англ. Limitless «безграничный, неограниченный») — американский фантастический триллер режиссёра Нила Бёргера по одноимённому роману Алана Глинна. Мировая премьера состоялась 8 марта 2011 года (в России — 17 марта 2011 года).
Фильм основан на популярном мифе о том, что человек использует лишь малую часть ресурсов головного мозга и что возможно повышение его эффективности за счёт «стопроцентного» использования.

## Сюжет
Нью-йоркский писатель Эдди Морра (Брэдли Купер), испытывающий серьёзные трудности в карьере и личной жизни, случайно встречает на улице своего бывшего шурина Вернона Ганта. Тот предлагает ему попробовать некие экспериментальные чудодейственные таблетки под названием NZT-48, которые на порядок повышают эффективность мозга. Эдди, чувствующий, что ему больше нечего терять, соглашается принять таблетку. Перемены следуют очень быстро: качество восприятия, памяти, мышления, скорость анализа, ораторские способности повышаются многократно.
Эдди навещает Вернона, чтобы получить новую порцию препарата, но отлучается на некоторое время по его поручению для решения пары бытовых вопросов и вдруг осознаёт для себя, что готов на всё ради этих таблеток. После выполнения дел он возвращается обратно к Вернону и обнаруживает того убитым, а его квартиру перевёрнутой вверх дном. Перепугавшись, Эдди звонит в полицию и сообщает об убийстве бывшего шурина, но затем решает самостоятельно отыскать личный запас таблеток Вернона. Герой находит тайник с NZT и большой суммой денег внутри духового шкафа аккурат за несколько секунд до приезда полиции. Эдди отвозят в полицейский участок, откуда, допросив, отпускают.  
За четыре дня он заканчивает написание романа, над которым до этого безуспешно бился несколько месяцев, изучает иностранные языки, занимается спортом, легко и непринуждённо знакомится с людьми. Заведя новых влиятельных друзей герой летит с ними на отдых. На курорте Эдди решает прыгнуть со скалы в море, его друзья отговаривают его, но герой всё равно делает это. После того, как он выныривает, ему приходит осознание того, что жизнь писателя теперь не является для него чем-то важным. Он заявляет, что сформулировал идею под стать его новой жизни. 
Теперь Эдди понимает, несмотря на безграничность его возможностей, его финансовые ресурсы весьма ограничены. Он решает взять в рост деньги у русского гангстера Геннадия и, почти мгновенно освоив в совершенстве технику биржевых спекуляций, за неделю превращает 100 000 долларов в два миллиона. Заметив стремительный карьерный рост новоиспечённого трейдера, к персоне Эдди начинает проявлять интерес финансовый магнат Карл Ван Лун, который предлагает ему сотрудничество. Герой соглашается и начинает работать на Ван Луна. 
Вскоре Эдди начинает страдать от побочных эффектов препарата в виде провалов в памяти и стремительных передвижений по городу. У него появляется преследователь: незнакомец в бежевом плаще, следящий за ним. Собрав список подобных ему «зависимых», он садится на скамейку в парке и пытается до них дозвониться, но с ужасом слышит в телефоне сообщения близких о смертях и страшных болезнях тех, кто принимал NZT. На последний номер из списка отвечает тот самый незнакомец, сидящий в это время на другом конце скамейки. Он бросается за Эдди в погоню, но герой убегает, сев в такси. С ним связывается его бывшая супруга и сестра Вернона, Мелисса, которая предупреждает, что как злоупотребление препаратом, так и быстрый отказ от него, чреваты гибелью, и советует постепенно избавляться от зависимости. Мелисса также раньше принимала NZT, но выжила после отказа от приёма таблетки, хотя её мозг серьёзно пострадал. Кроме того, из новостей он узнаёт, что одна из девушек, с которой он имел случайную связь во время одного из провалов в памяти, была в ту же ночь убита. О действии препарата узнаёт и гангстер Геннадий, который начинает преследовать Эдди, угрозами требуя от героя снабжать его таблетками. Опасаясь его, Эдди нанимает двух телохранителей, а позже, благодаря открытой для него Карлом Ван Луном кредитной линии, покупает квартиру-бункер в высотке.
Эдди удаётся снизить потребление препарата до приемлемого уровня. Кроме того, за большие деньги он тайно привлекает учёных, чтобы те в кратчайшие сроки выяснили состав препарата, провели клинические испытания и начали его производство для нужд Эдди. Он вновь оказывает помощь Карлу в слиянии с другой компанией. Неожиданно приходит новость, что президент этой компании попал в больницу с обширным инсультом. Эдди понимает, что его состояние связано с прекращением приёма NZT. Кроме того, он замечает среди подручных президента компании того таинственного преследователя в бежевом плаще. Он понимает, что этот незнакомец хочет завладеть запасами NZT, хранящимися у Эдди, чтобы помочь своему работодателю. 
Тем временем Эдди с адвокатом проходят опознание в полицейском участке по делу об убийстве девушки; в этот момент у него из потайного кармана пиджака пропадает весь запас NZT. Из теленовостей Эдди узнаёт, что президент фирмы, с которой компания Ван Луна планировала слияние, умер в больнице, о чём сообщил его личный адвокат в интервью — тот же самый адвокат, который представлял интересы Эдди в полицейском участке.
Ему становится плохо из-за пропажи таблеток, и он приезжает домой, собираясь спрыгнуть с балкона, но в последний момент вспоминает о последней, завалявшейся в старой банке из под кофе таблетке. Едва он её находит, в квартиру вламывается Геннадий с двумя своими подручными и требует новых таблеток. Пока подручные гангстера производят обыск, Эдди удаётся убить его. Понимая, что без NZT ему не справиться с оставшимися бандитами, он пьёт вытекающую из раны кровь Геннадия, в которой растворён препарат (тот сделал себе инъекцию с растворённым NZT на глазах у Эдди) и выигрывает себе несколько часов полноценной жизни. Расправившись с подручными Геннадия, Эдди приходит в больницу. Он разговаривает с человеком в бежевом плаще, который более не представляет опасности для Эдди из-за смерти его босса, и рассказывает о краже таблеток адвокатом. Они вдвоём вламываются в дом адвоката и Эдди находит весь свой запас NZT.
Спустя год Эдди Морра, ставший к тому моменту успешным писателем, баллотируется в Сенат от штата Нью-Йорк. В его личной жизни наступила полная гармония. В один из дней он встречается с Карлом в своём предвыборном штабе. Тот пытается уговорить Эдди продолжить сотрудничество, шантажируя его тем, что ему известно о том, что он принимает NZT, и говорит, что лабораторию по его производству закрыли. Однако Эдди сообщает, что поступил умнее: учёные изменили препарат, и теперь Эдди не требуется его регулярно принимать, чтобы сохранять выдающиеся умственные способности. Карл пытается заявить, что при любом сценарии Эдди будет на него работать, но получает отказ. Эдди заявляет, что теперь он намерен стать президентом США.

## В ролях
| Актёр             | Роль                    |
| ----------------- | ----------------------- |
| Брэдли Купер      | Эдди Морра              |
| Эбби Корниш       | Линди                   |
| Роберт Де Ниро    | Карл Ван Лун            |
| Анна Фрил         | Мелисса                 |
| Джонни Витуорт    | Вернон Гант             |
| Роберт Джон Бёрк  | Пирс                    |
| Томас Арана       | Мужчина в бежевом плаще |
| Ти Ви Карпио      | Валери                  |
| Патриция Кэлембер | миссис Этвуд            |
| Эндрю Ховард      | Геннадий                |

## Версии
Помимо театральной версии, на DVD в США была издана расширенная версия, которая длиннее на 57 секунд (длительность 1:45:33 вместо 1:44:36). В расширенной версии увеличена длительность сцен насилия и эротики.
Существует альтернативная концовка, в которой главный герой делает предположение о том, что сможет просто отказаться от таблеток, в отличие от оригинальной, в которой он рассказывает, что сумел улучшить формулу и показывает два примера своих способностей - столкновение такси с минивэном и проблемы с сердцем у Ван Луна
Фильм значительно отличается от оригинального романа Алана Глинна, вплоть до имён: например, главного героя в фильме зовут Эдди Морра, в книге же его имя Эдди Спинола. 

## Награды
Фильм был номинирован на премию «Сатурн» 2012 года в категории «Лучший научно-фантастический фильм».

## Продолжение
Канал CBS получил права на производство сериала-продолжения. Сценарий написал Крэйг Суини, он же выступил исполнительным продюсером вместе с Алексом Куртцманом, Роберто Орси, Тоддом Филлипсом, Райаном Кэвэна, Такером Тули и Хезер Кадин. Постановщик фильма Нил Бергер снял пилотную серию летом 2015 года, показ начался в сентябре 2015 года.
Изначально было объявлено, что сериал будет представлять собой спин-офф фильма, но позже стало известно, что Брэдли Купер будет не только одним из продюсеров, но и будет появляться в сериале как второстепенный актёр. Его герой Эдди Морра, уже сенатор США, шантажирует протагониста сериала, Брайана Финча. Купер появился в сериале лишь в нескольких эпизодах, когда ему позволял график, но его герой Эдди Морра часто упоминался в сюжете.
Сериал был закрыт после первого же сезона, но при этом почти все сюжетные линии были завершены, кроме основного сюжета.